# Cynoglossum amabile

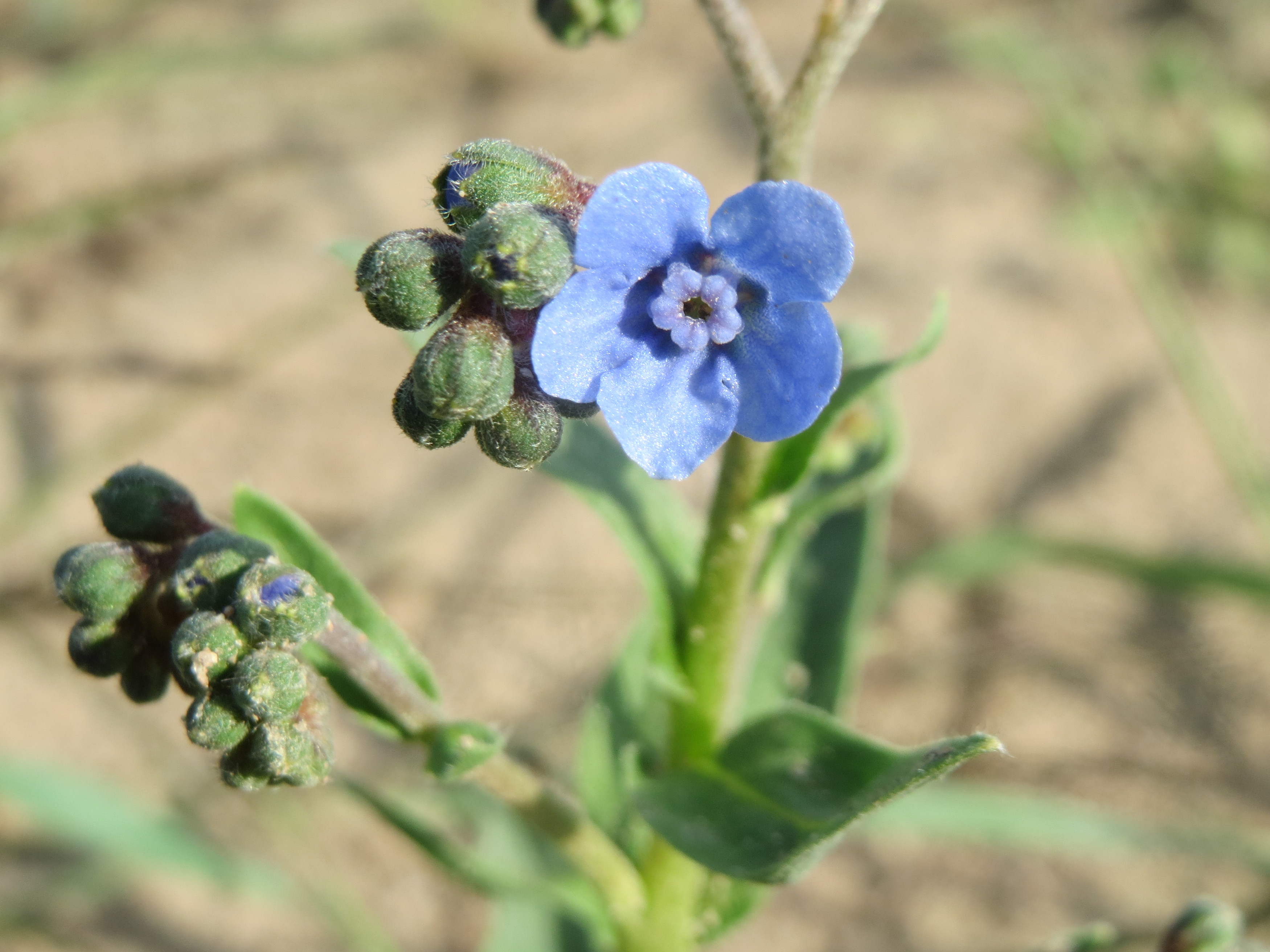
Blüte

Cynoglossum amabile, deutsch als Chinesische Hundszunge, China-Hundszunge, Chinesisches Vergissmeinnicht oder Liebliche Hundszunge bezeichnet, ist eine Pflanzenart aus der Gattung der Hundszungen. Die in Ostasien heimische Pflanze wird als Zierpflanze verwendet.

## Beschreibung
Cynoglossum amabile ist eine in ihrer Heimat ausdauernde, in der Kultur oder in verwilderten Vorkommen meist einjährige krautige Pflanze, mit bei den Wildvorkommen, bis etwa 60 Zentimeter Wuchshöhe. Die mehr oder weniger behaarten Stängel sind aufrecht, einzeln oder zu mehreren, buschig von der Basis an verzweigt. Die längeren Grundblätter sind lang gestielt, sie sind bis etwa 20 Zentimeter lang, die einiges kürzeren Stängelblätter, des reich beblätterten Stängels, sind halb-stängelumfassend bis sitzend. Die ganzrandigen Blattspreiten sind schmal-eiförmig bis eilanzettlich oder lanzettlich, der Apex von rundspitzig bis spitz mit Stachelspitze. Die Blätter sind durch die weiche Behaarung grau-grün gefärbt.
Der reichblütige, endständige und behaarte Blütenstand besteht aus rispig verzweigten doppelten Zymen. Die kurz gestielten Blüten sind zwittrig mit doppelter Blütenhülle. Die kurzen und überständigen Kelchzipfel der Einzelblüten sind etwa 2,5 bis 3,5 Millimeter lang und dicht behaart. Die Blütenkrone ist leuchtend blau, selten weiß, bei Kultivaren gelegentlich auch rosafarben gefärbt. Wie typisch für die Gattung, bestehen sie aus einer kurzen, verwachsenen Kronröhre und fünf ausgebreiteten, rundlichen Kronlappen, der Schlund der Röhre ist durch fünf zweilappige, leicht kapuzenförmige sowie blaue „Schlundschuppen“ vom Rand her verengt; die kurzen Staubblätter und der kurze Griffel sind in der Röhre eingeschlossen und nicht frei sichtbar. Die Frucht, mit Griffelresten, besteht aus vier auf der Außenseite widerhakig bestachelten Teilfrüchten (Klausen), diese sind 3 bis 4 Millimeter lang.

## Verbreitung und Standort
Wildvorkommen der Art gibt es im Bergland im Westen Chinas, im Hochland von Tibet und im Himalaya, in China in Gansu, Guizhou, Sichuan, Yunnan und im Autonomen Gebiet Tibet, außerdem kommt sie in Nepal und Bhutan vor. Als Zierpflanze wurde sie in verschiedene Regionen eingeführt und ist dort verwildert, so zum Beispiel in Neuseeland und den USA. In Deutschland gilt sie als unbeständiger Neophyt, in den Niederlanden als Adventivpflanze. Die Art wird viel in Saatgutmischungen für Sommerblumen („Blumenwiesen“ und Blühstreifen) eingesetzt und zeigt daher in jüngerer Zeit Ausbreitungstendenz. In Österreich wurde sie verwildert zuerst 2018 nachgewiesen.
In China wächst Cynoglossum amabile in Meereshöhen zwischen 2600 und 3700 Meter Höhe, in Wiesen, Gebüschen und Wäldern, an Straßenrändern und Ufern.

## Verwendung als Zierpflanze
Die Art wird als Beetstaude oder in Saatgutmischungen für Blühstreifen verwendet. Sorten sind z. B. ‚Blue Showers‘ (reichblütig blau) oder ‚Mystery Rose‘ (rosa). Sie enthält Pyrrolizidinalkaloide, eine besondere Giftwirkung ist aber nicht bekannt.